# Melonie Diaz
Melonie Diaz (New York, 1984. április 25. –) amerikai színésznő.
Leginkább független filmekből ismert, ezek közül az Őrangyallal, védtelenül (2006) és A megálló (2013) című művekkel jelölték Independent Spirit díjra.
2018–2022 között Mel Verát alakította a Bűbájos boszorkák című remake-sorozatban.

## Élete és pályafutása
New Yorkban született és nővérével együtt nőtt fel a Lower East Side-on. Szülei Puerto Ricó-i származásúak. A Henry Street Settlementnél kezdett érdeklődni a színészet iránt és később a manhattani Professional Performing Arts School kezdett járni.

## Filmográfia

### Film
| Év   | Magyar cím                         | Eredeti cím                              | Szerep             | Magyar hang        |
| ---- | ---------------------------------- | ---------------------------------------- | ------------------ | ------------------ |
| 2001 | Hátulról mellbe                    | Double Whammy                            | Maribel Benitez    |                    |
| 2002 |                                    | From an Objective Point of View          | Kelly              |                    |
| 2002 |                                    | Raising Victor Vargas                    | Melonie            |                    |
| 2005 | Dogtown urai                       | Lords of Dogtown                         | Blanca             |                    |
| 2006 | Őrangyallal, védtelenül            | A Guide to Recognizing Your Saints       | Laurie fiatalon    | Bogdányi Titanilla |
| 2006 |                                    | Emil                                     | névtelen színésznő |                    |
| 2007 | Icipici Cici Bizottság             | Itty Bitty Titty Committee               | Anna               |                    |
| 2007 |                                    | Remember the Daze                        | Brianne            |                    |
| 2007 | Érezd a ritmust                    | Feel the Noise                           | Mimi               |                    |
| 2008 |                                    | American Son                             | Cristina           |                    |
| 2008 |                                    | I'll Come Running                        | Veronica           |                    |
| 2008 | Merénylet a suligóré ellen         | Assassination of a High School President | Clara              | Lamboni Anna       |
| 2008 | Tekerd vissza, haver!              | Be Kind Rewind                           | Alma               | Bogdányi Titanilla |
| 2008 | Hamlet 2.                          | Hamlet 2                                 | Ivonne             | Bogdányi Titanilla |
| 2008 | Végre karácsony!                   | Nothing like the Holidays                | Marissa            | Molnár Ilona       |
| 2012 | Kapuzárás                          | Save the Date                            | Isabelle           |                    |
| 2012 |                                    | She Wants Me                             | Gwen               |                    |
| 2012 |                                    | Supporting Characters                    | Liana              |                    |
| 2013 | A megálló                          | Fruitvale Station                        | Sophina            | Csifó Dorina       |
| 2014 |                                    | X/Y                                      | Jen                |                    |
| 2014 | A cipőbűvölő                       | The Cobbler                              | Carmen             | Tarr Judit         |
| 2016 |                                    | Ghost Team                               | Ellie              |                    |
| 2016 | A Belko-kísérlet                   | The Belko Experiment                     | Dany Wilkins       | Molnár Ilona       |
| 2017 | És aztán indulok                   | And Then I Go                            | Ms. Meier          |                    |
| 2018 | Gringo                             | Gringo                                   | Mia                | Illésy Éva         |
| 2018 |                                    | All About Nina                           | Gloria             |                    |
| 2018 | A megtisztulás éjszakája: A sziget | The First Purge                          | Juani              |                    |

### Televízió
| Év        | Magyar cím              | Eredeti cím             | Szerep           | Megjegyzések                               |
| --------- | ----------------------- | ----------------------- | ---------------- | ------------------------------------------ |
| 2003      | Bírósági mesék          | Queens Supreme          | Mr. Diaz lánya   | 1 epizód                                   |
| 2003      | Esküdt ellenségek       | Law & Order             | Bettina          | 1 epizód                                   |
| 2010      | Kés/Alatt               | Nip/Tuck                | Ramona Perez     | 3 epizód                                   |
| 2010      | CSI: Miami helyszínelők | CSI: Miami              | Ivonne Hernandez | 1 epizód                                   |
| 2010      | Született detektívek    | Rizzoli & Isles         | Mia              | 1 epizód                                   |
| 2011      | A célszemély            | Person of Interest      | Paula Vasquez    | 1 epizód                                   |
| 2012      |                         | Ro                      | Ro               | 6 epizód                                   |
| 2014      | Csajok                  | Girls                   | Susan            | 1 epizód                                   |
| 2016      |                         | The Breaks              | Damita           | 1. évad                                    |
| 2017      | Sherlock és Watson      | Elementary              | Tanya            | 1 epizód                                   |
| 2017      | 104-es szoba            | Room 104                | Meg              | - 1 epizód - magyar hangja: - Csifó Dorina |
| 2018–2022 | Bűbájos boszorkák       | Charmed                 | Mel Vera         | főszereplő                                 |
| 2024      |                         | American Horror Stories | Mary Gentile     | 1 epizód                                   |

## Díjak és jelölések
Őrangyallal, védtelenül (2006)
- Jelölés — Independent Spirit Award (legjobb női mellékszereplő)

A megálló (2013)
- Jelölés – Independent Spirit Award (legjobb női mellékszereplő)
- Jelölés – Black Reel Award (legjobb női mellékszereplő)